# Thiers-sur-Thève
Thiers-sur-Thève település Franciaországban, Oise megyében. Lakosainak száma 1086 fő (2022. január 1.). Thiers-sur-Thève Mont-l’Évêque, Fontaine-Chaalis, Mortefontaine, Plailly és Pontarmé községekkel határos.

## Népesség
A település népessége az elmúlt években az alábbi módon változott:
| Lakosok száma | 1072 | 1037 | 1073 | 1059 | 1070 | 1077 | 1080 | 1081 | 1086 |
|               | 2013 | 2015 | 2016 | 2017 | 2018 | 2019 | 2020 | 2021 | 2022 |